# Casa de juntas de Guernica

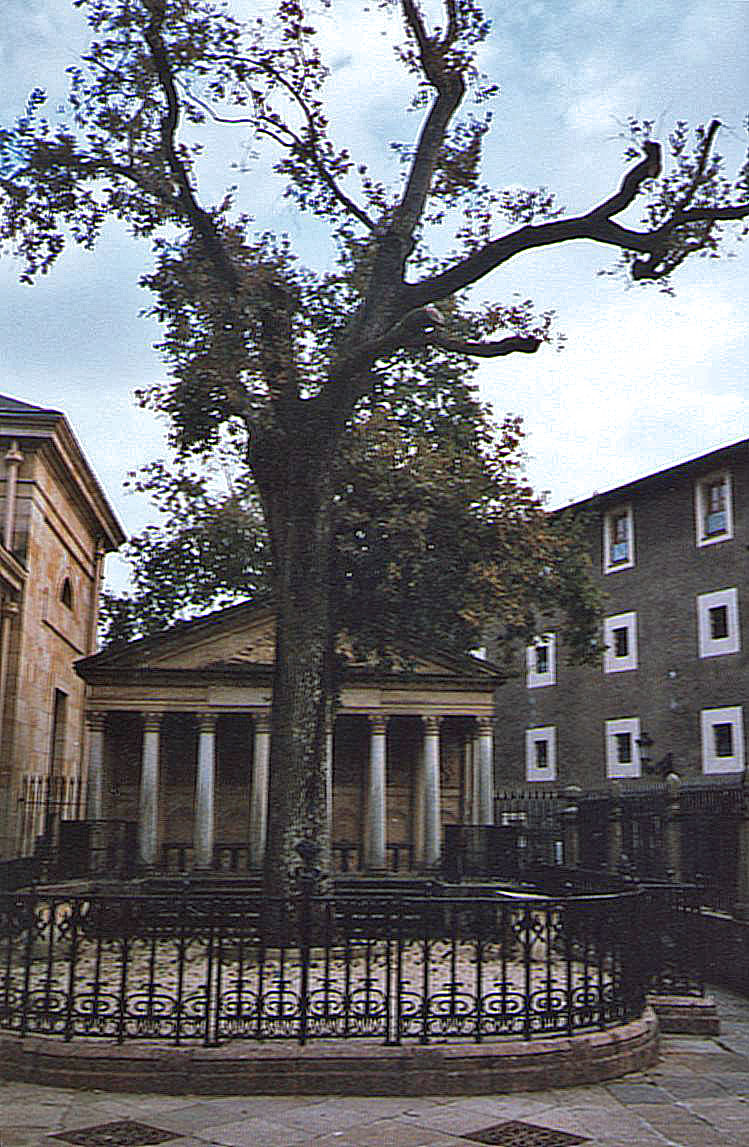
El árbol de Guernica es el símbolo de las libertades vascas (vizcaínas).

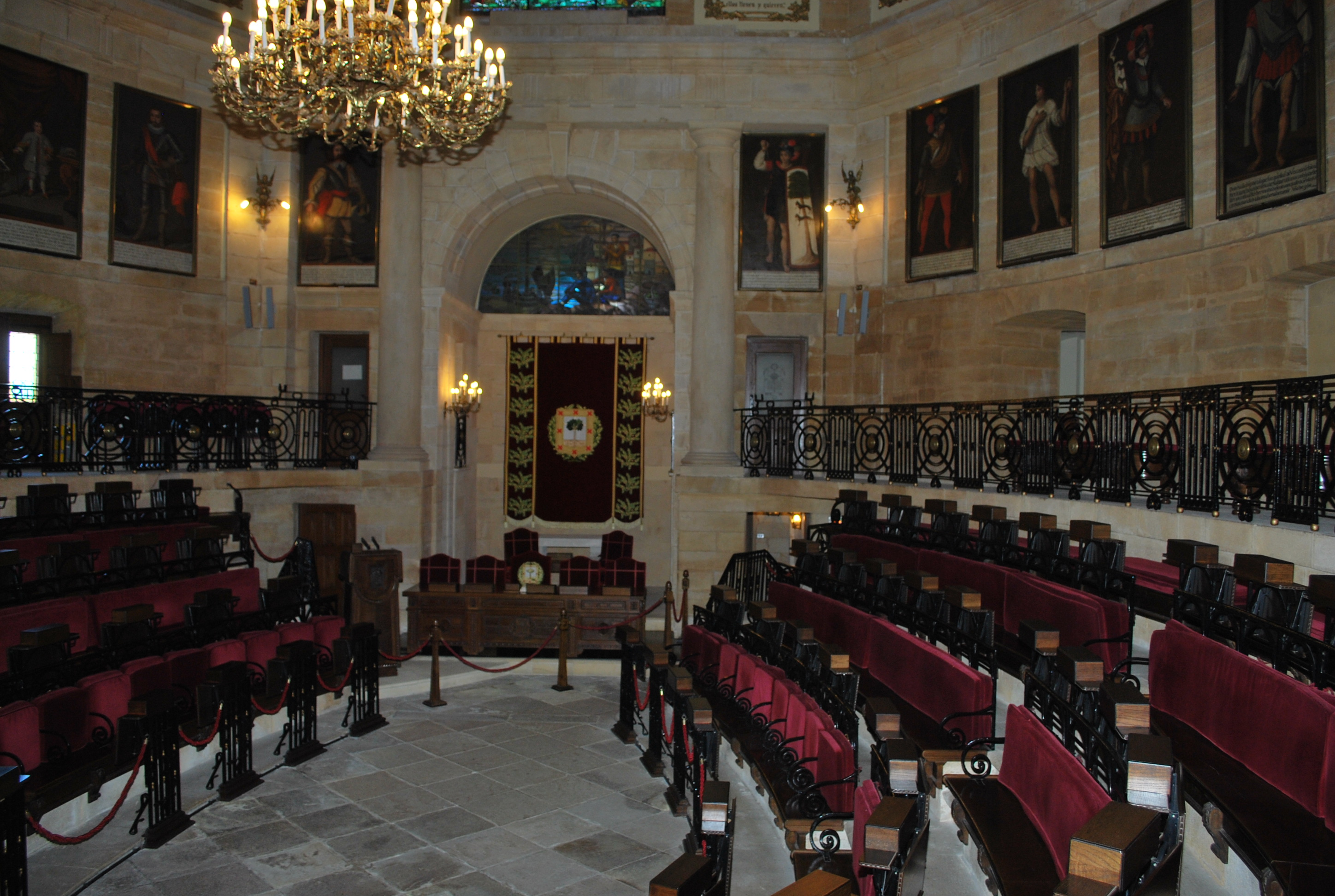
Salón de plenos.

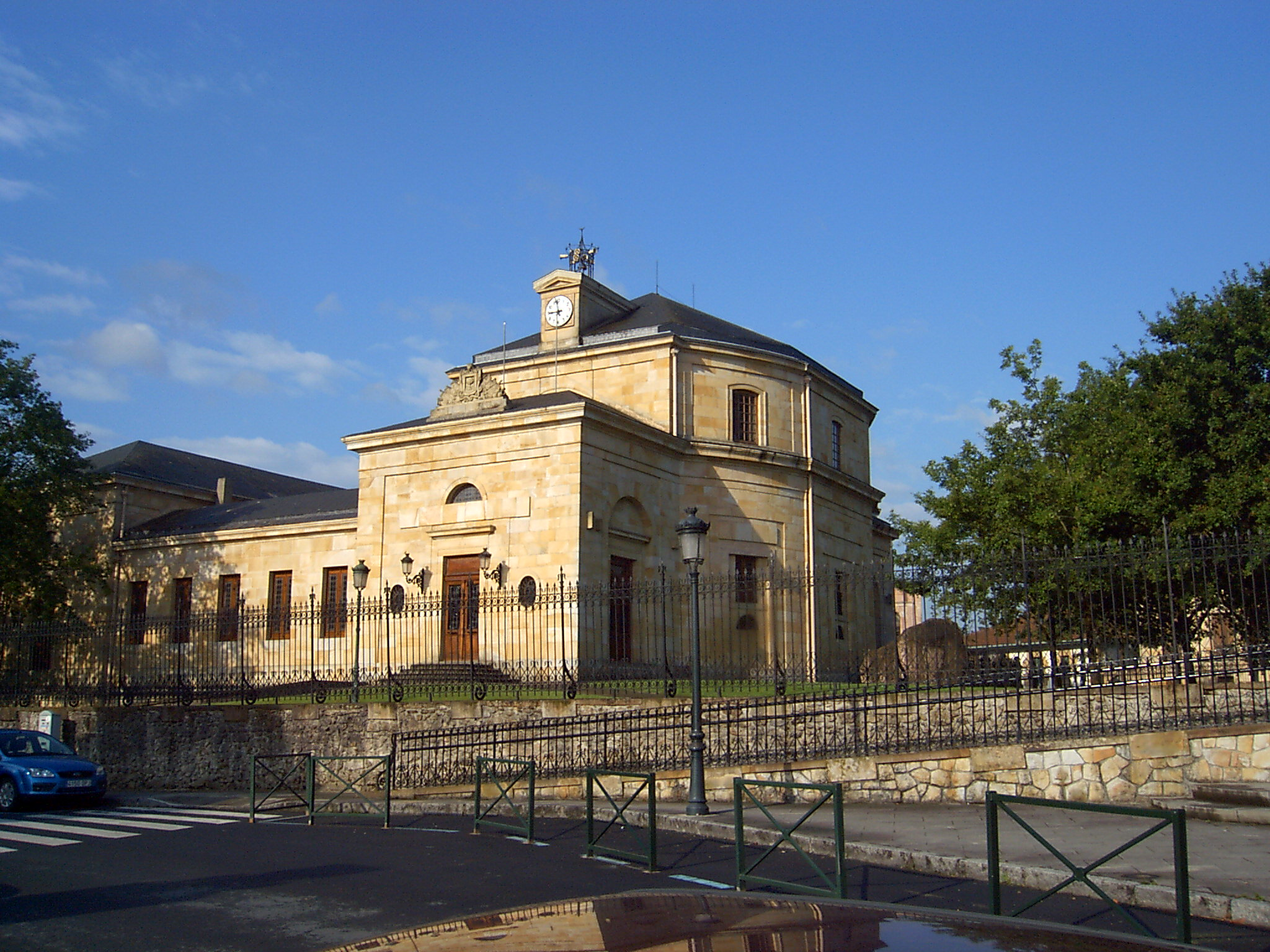
Casa de juntas de Guernica, Vizcaya.

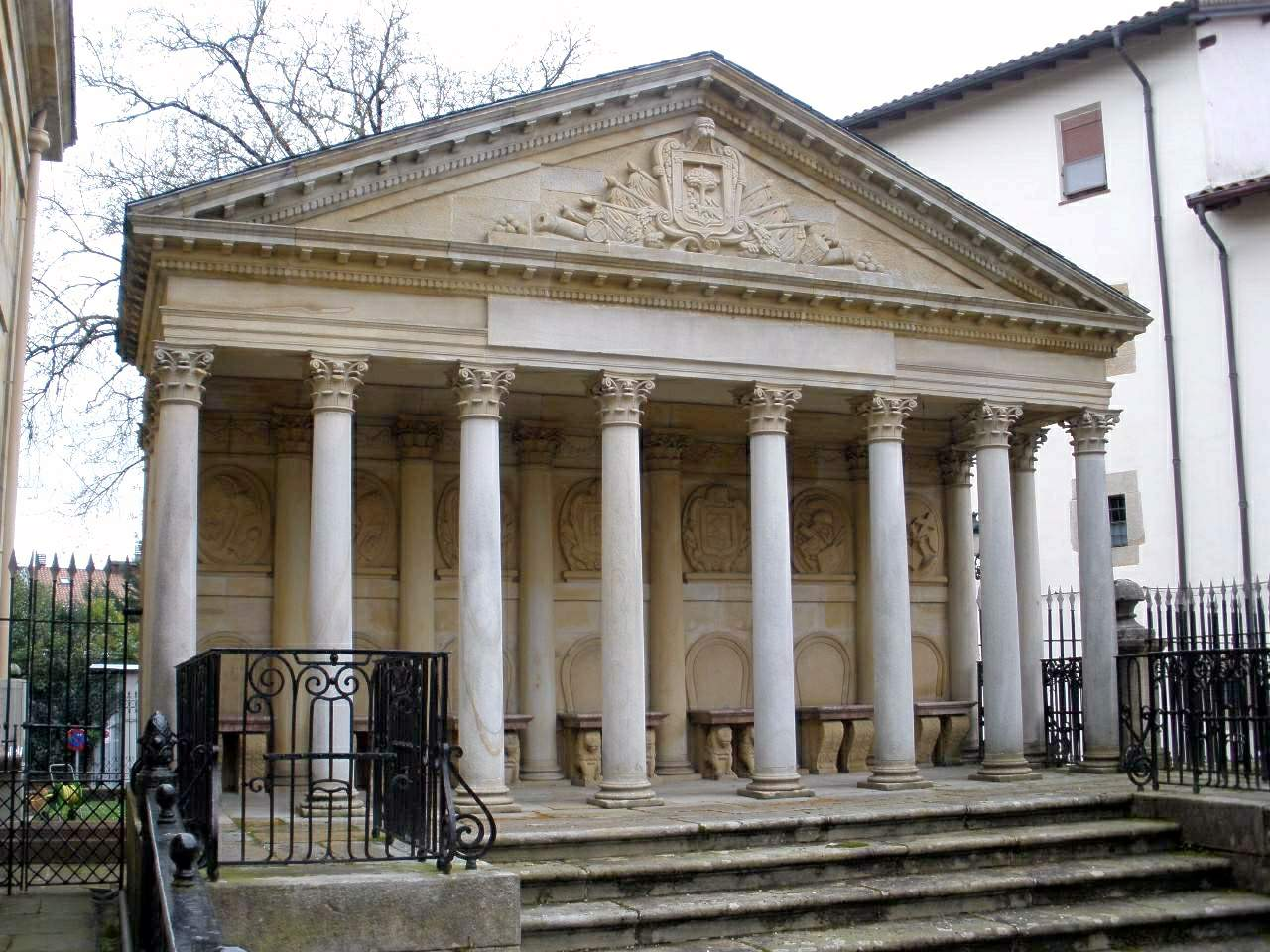
Tribuna juradera de la Casa de juntas.

La casa de juntas de Guernica es un conjunto monumental con significación política que se sitúa en la villa de Guernica y Luno, en Vizcaya, País Vasco (España). El corazón del conjunto es el árbol de Guernica, un roble bajo el cual se venían celebrando las Juntas del señorío de Vizcaya, y el edificio anexo que en tiempos fue la iglesia de Santa María La Antigua.
En la actualidad es la sede de las Juntas Generales de Vizcaya, máximo órgano institucional de la provincia, y está declarado bien de interés cultural con la categoría de monumento.

## La organización política y las Juntas Generales
El señorío de Vizcaya estaba estructurado en la Tierra Llana, formada por las anteiglesias, las villas y la ciudad de Orduña. En un principio había tres lugares que mantenían sus propias Juntas de Gobierno: la Merindad de Durango, que celebraba Juntas en la Campa Foral de Guerediaga, frente a la ermita de San Salvador y San Clemente de Abadiano; Las Encartaciones, con su propia jurisdicción y gobierno, que celebraban sus Juntas en Avellaneda; y las Juntas de Vizcaya, en Guernica. Es interesante indicar que las villas que se encontraban en las jurisdicciones de la Merindad de Durango y de Las Encartaciones estaban excluidas de las Juntas de las mismas y pertenecían a la de Guernica.
Las reuniones de las Juntas estaban constituidas por los representantes de las entidades municipales que tenían en ella representación; cada una de ellas tenía un asiento y un voto. Las Juntas Generales trataban y resolvían los problemas comunes del señorío y tomaban juramento al señor y al rey para que ambos respetaran los fueros.
Tras su suspensión en 1877, quedaron sin efecto, hasta que 102 años después, en 1979, se recuperaron como legislativo de la provincia de Vizcaya, al amparo de la nueva organización política del Estado.

## El conjunto monumental
Originariamente el lugar estaba conformado por el árbol, a cuya sombra se reunían los junteros, una tribuna para sentarse y la pequeña ermita de Santa María La Antigua. Algunas veces la asamblea se celebraba dentro de la ermita, dependiendo de las condiciones climatológicas y llegando a ser un lugar de reunión habitual. A principios del siglo XIX, en 1826, dio comienzo la construcción de las actuales instalaciones.
El conjunto monumental de la Casa de Juntas de Guernica está constituido por el edificio de Santa María La Antigua, con sus diferentes salas, y el árbol con su entorno.

### El edificio
El edificio actual es un buen exponente del neoclásico, obra del arquitecto Antonio Echevarría. Reúne las funciones de iglesia y parlamento. Para ello diseñó un área elíptica, en donde a los lados se ubican los asientos para los junteros y en la cabecera se ubica un altar que se reconvierte en mesa presidencial.
La decoración está compuesta por diferentes elementos que hacen referencia a la historia de Vizcaya. En los muros se muestran 26 cuadros de los diferentes señores que estuvieron a la cabeza del señorío vizcaíno. Estos cuadros son obra de Sebastián de Galbarriartu y de los hermanos Bustín, del siglo XVII. Entre las vidrieras, sobre los cuadros, se recuerdan las fechas de las juras de los fueros de diferentes Señores. Las vidrieras son obra de Masiera sobre diseño del pintor bilbaíno Adolfo Guiard. Entre los diferentes cuadros hay dos que destacan por su calidad e interés histórico: el titulado Jura de un señor de Vizcaya, realizado en 1882 por Anselmo Guinea; y el otro, titulado Besamanos al rey don Fernando el Católico por los vizcaínos en 1476, obra de Francisco de Mendieta, de 1609, que muestra cómo era el lugar en esa fecha.
De antesala a la sala de juntas está la llamada sala de la vidriera. Este espacio fue concebido como un patio abierto. En 1964 se decidió cerrarlo para que hiciera las funciones de museo de la historia de Vizcaya. En 1985 se cubrió con una gran vidriera en la que se hace una alegoría de Vizcaya representando el Árbol y los fueros, Lege zaharra (Ley vieja), alrededor de los cuales se representan los diversos territorios que componen Vizcaya. Esta representación se realiza mediante los edificios más significativos y las diferentes fuentes productivas que dan riqueza al territorio: la pesca, la agricultura, la minería, la industria...
Esta vidriera ocupa una superficie de 235 m² y fue realizada por la empresa bilbaína Vidrieras de Arte S.A..
Complementa esta sala un gran cuadro tríptico titulado Lírica y religión, del pintor Gustavo de Maeztu, en donde se recuerda la galerna que el 20 de abril de 1878 costó la vida a 200 pescadores de Bermeo.
El proyecto inicial de las instalaciones contemplaba dos alas rectangulares para la armería y el archivo. Solamente se levantó una de ellas.

### El árbol y su entorno
El árbol es el corazón del conjunto monumental. Se sitúa ante una tribuna neoclásica que sustituyó, en la reforma de 1826, a la anterior, pero que mantiene los puestos que componen la mesa presidencial de las antiguas Juntas Generales y los siete asientos destinados al corregidor, a los diputados y a los síndicos. El árbol ocupa el centro de un pequeño rectángulo vallado.
El actual roble fue plantado en el año 2015, al morir el anterior (árbol breve) que databa del año 2004. Este, a su vez, era retoño del «árbol hijo» (1860-2004). A él antecedieron el «árbol viejo» (1792-1860) y el «árbol padre» (?-1792).

Hay una placa que recuerda las palabras que el primer lehendakari (presidente) del Gobierno vasco, José Antonio Aguirre, utilizó en 1936 para realizar el juramento del cargo. Estas palabras se han convertido en la fórmula de protocolo que se usa para realizar dicho juramento.

"Jaungoikuaren aurrian apalik,

Euzko-lur-ganian sutunik eta 

Bizkaiko Areitz-aspijan 
 
asabaen gomutaz 

nire aginbidia zintzoruen betetia.
 
Zin dagirit."

Traducción:
«Humildemente ante Dios,

en pie sobre la Tierra Vasca,

en recuerdo de los antepasados,

bajo el Árbol de Guernica,

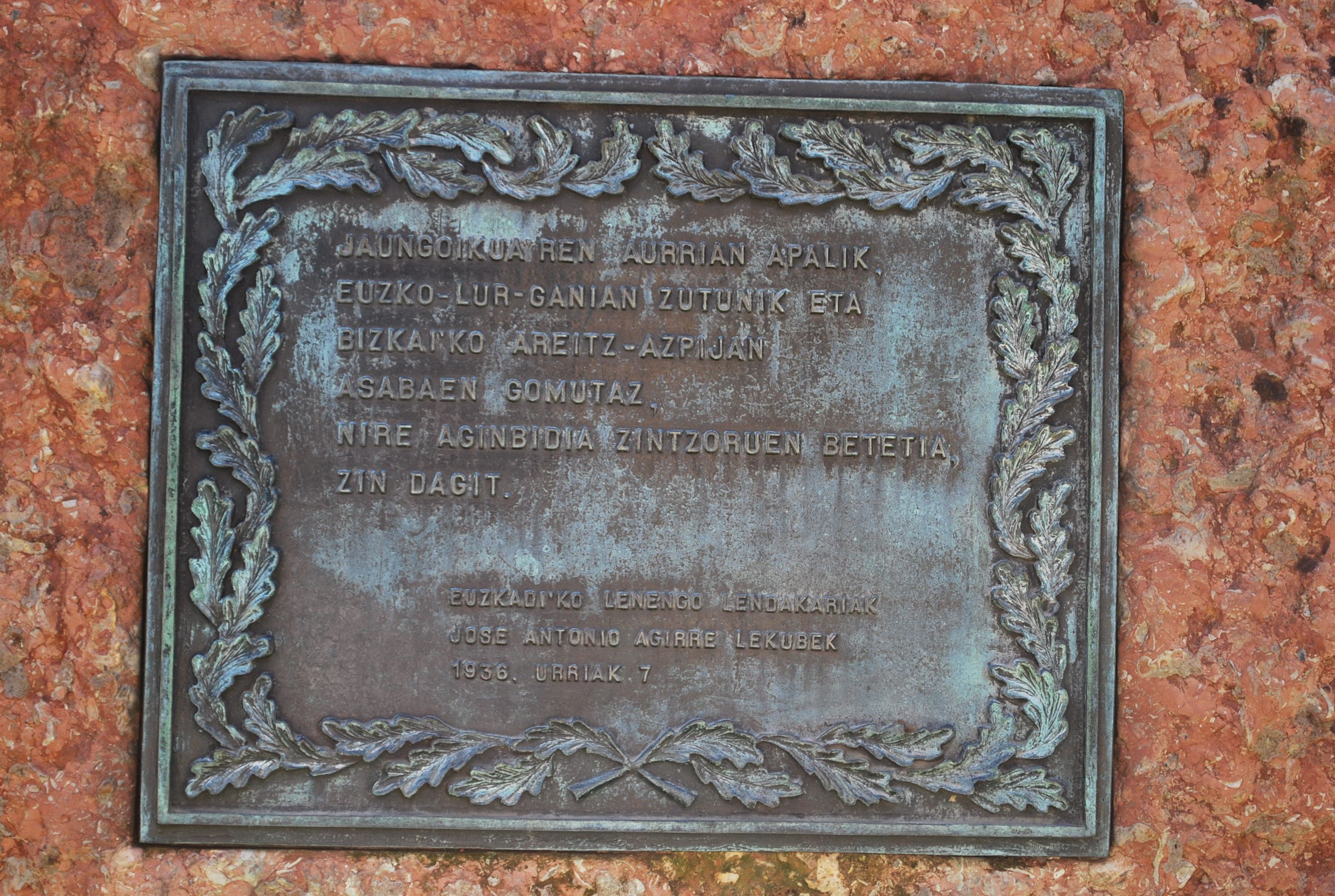
Jaungoikuaren aurrian apalik, Euzko-lur-ganian sutunik eta Bizkaiko Areitz-aspijan asabaen gomutaz nire aginbidia zintzoruen betetia. Zin dagirit. Ante Dios humillado, sobre la tierra vasca en pie, y bajo el Roble de Vizcaya, en el recuerdo de mis antepasados, juro cumplir mi mandato con entera fidelidad.

juro desempeñar fielmente mi cargo».

Tras la verja que cierra el recinto se ubican el convento de las Clarisas y el antiguo Ayuntamiento de Lumo, hoy Archivo del Señorío.